# Miss Tiffany’s Universe
Miss Tiffany’s Universe (thailändisch มิสทิฟฟานี่ยูนิเวิร์ส) ist ein jährlicher Schönheitswettbewerb für thailändische Transfrauen in Pattaya, Thailand. Er wurde erstmals 1998 ausgetragen.
Teilnehmen darf, wer zwischen 18 und 25 Jahre alt ist. Eine Geschlechtsangleichung wird nicht vorausgesetzt. Veranstalter ist Tiffany’s Show Pattaya Co., Ltd.
Das Finale wird im thailändischen Fernsehen übertragen. Die Siegerin erhält unter anderem ein Auto. Außerdem nimmt sie für Thailand an Miss International Queen teil, einem internationalen Schönheitswettbewerb für Transfrauen.
Die Veranstaltung soll auch für die Rechte von Transmenschen werben.

## Liste der Siegerinnen
| Jahr | Miss Tiffany’s Universe     |
| ---- | --------------------------- |
| 2020 | Kwanlada Rungrojampa        |
| 2019 | Ruethaipreeya Nuanglee      |
| 2018 | Kanwara Kaewcheen           |
| 2017 | Rinrada Thuraphan           |
| 2016 | Jiratchaya Sirimongkolnawin |
| 2015 | Sopida Siriwattananukoon    |
| 2014 | Nissa Katerahong            |
| 2013 | Nethnapada Kanlayanon       |
| 2012 | Panvilas Mongkhon           |
| 2011 | Sirapatsorn Attayakorn      |
| 2010 | Nalada Thamthanakorn        |
| 2009 | Sorrawee Nattee             |
| 2008 | Kangsadal Wongdutsadeekul   |
| 2007 | Thanyarat Jiraphatpakorn    |
| 2006 | Ratravee Jirapraphakul      |
| 2005 | Tiptantree Rujiranon        |
| 2004 | Treechada Petcharat         |
| 2003 | Pantawan Jaruwatthananukul  |
| 2002 | Thanyaporn Aunyasiri        |
| 2001 | Piyathida Sakulthai         |
| 2000 | Chanya Moranon              |
| 1999 | Pattareya Siriyamvong       |
| 1998 | Thanakorn Wongprasert       |